# Клакманнаншир
Клакма́ннаншир (англ. Clackmannanshire) — область у складі Шотландії. Розташована на сході країни. Адміністративний центр — Аллоа.

## Найбільші міста
Міста з населенням понад 3 тисячі осіб:
| № | Місто       | Населення, осіб (2006) |
| - | ----------- | ---------------------- |
| 1 | Аллоа       | 19 330                 |
| 2 | Таллібоді   | 7 800                  |
| 3 | Тіллікултрі | 5 130                  |
| 4 | Алва        | 4 960                  |
| 5 | Клакманнан  | 3 420                  |